# Villa Savorgnan Minciotti
Villa Savorgnan-Minciotti è una villa veneta situata a Camino al Tagliamento, in provincia di Udine.

## Storia
La costruzione dell'edificio risale al Cinquecento, come casa padronale per il conte Anselmo Savorgnan e con l'appellativo di "casa Savorgnana". Nel Seicento fu trasformata, assumendo l'aspetto attuale, per i conti di Montegnacco del ramo di Gemona. Nel 1699 vi nacque il giureconsulto Antonio di Montegnacco. 
Verso la metà del Settecento l'intera proprietà, che comprendeva la villa e altri trenta fabbricati, fu acquistata per oltre 12.000 ducati dalla nobile famiglia Minciotti, che vi si trasferì da San Daniele.

## Descrizione
Il complesso comprende il corpo principale, sviluppato su due piani, con pianta a ferro di cavallo e gli annessi rustici, a chiudere un'ampia corte interna.
La facciata su via Tagliamento si presenta nella parte principale tripartita da quattro lesene che sorreggono il cornicione, che nella parte centrale disegna un timpano curvilineo. Negli spazi tra le paraste si trovano finestre incorniciate in pietra vernadia e un portale centrale, a vano rettangolare con piedritti e piattabanda a bugne, sovrastato da un balcone arcuato, decorato con balaustra e stemma gentilizio.
Dall'ingresso padronale un doppio scalone conduce alla sala centrale del piano nobile. L'articolazione degli ambienti comprende una serie di stanze comunicanti. Gli interni originali presentano pavimenti in terrazzo alla veneziana e cotto, camini in marmo, porte laccate con motivi a rocaille e stucchi a decorare pareti e soffitti.